# Sayf Abdallah ibn Ahmad al-Wazir

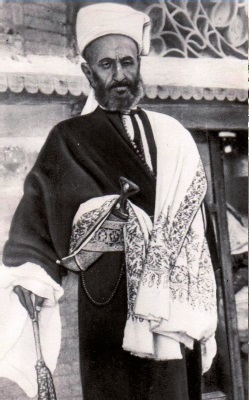
Sayf Abdallah ibn Ahmad al-Wazir (1948)

Sayf Abdallah ibn Ahmad al-Wazir (arabisch سيف عبد الله بن أحمد الوزير, DMG Sayf ʿAbd Allāh b. Aḥmad al-Wazīr; * 1889; † 8. April 1948 in Hogga) war ein jemenitischer Putschist und selbsternannter König des Jemen (17. Februar bis 13. März 1948).
Al-Wazir diente zuvor in den 1920er-Jahren als Kommandeur der jemenitischen Streitkräfte sowie in den 1930er Jahren als Gouverneur von Ḏamār und al-Ḥudaida. Er war zudem islamischer Rechtswissenschaftler.

## König 1948
Nach der Ermordung von König Yahya Muhammad Hamid ad-Din am 17. Februar 1948 erklärte er sich selbst zum Imam und König. In anschließenden Kämpfen wurde er am 13. März von Yahyas Sohn Ahmad ibn Yahya besiegt und abgesetzt. Zwei seiner Söhne starben während der Kämpfe. Am 8. April 1948 ließ Ahmad ihn hinrichten.

## Familie
Der hessische Wirtschaftsminister Tarek Al-Wazir ist sein Großneffe.